# Wouter Degroote
Wouter Degroote (28 januari 1978) is een Belgische voormalig voetballer.

## Carrière
Degroote speelde in de jeugd van KWIK Eine en KAA Gent. Al snel brak hij door bij de lokale club van Eine, om nadien de overstap te maken naar het nationale voetbal bij Zultse VV. Nadien speelde Degroote bij de fusieclub Zulte Waregem. De transfer naar FC Dender EH zorgde voor een deelname aan de eindronde in 3de nationale (uitgeschakeld door OH Leuven, en nadien 2 kampioenstitels na elkaar (3de klasse en kampioen in 2de klasse). Nadien volgden nog Eendracht Aalst, KSV Oudenaarde en Wetteren-Kwatrecht.
Nadien startte Degroote zijn trainerscarrière bij KWIK Eine. Hij promoveerde via de eindronde in 2de provinciale. Nadien volgden nog omzwervingen bij SV Zulte Waregem (U16), KV Kortrijk (U12), Nokere-Kruishoutem (3de & 2de provinciale), KSV Oudenaarde & Olsa Brakel.